# Edwards-pirók
Az Edwards-pirók (Carpodacus edwardsii) a madarak osztályának verébalakúak (Passeriformes) rendjébe és a pintyfélék (Fringillidae) családjába tartozó faj.

## Rendszerezése
A fajt Jules Verreaux francia ornitológus írta le 1871-ben.

## Alfajai
- Carpodacus edwardsii edwardsii (J. Verreaux, 1870) - Közép-Kína déli része
- Carpodacus edwardsii rubicundus (Greenway, 1933) - a Himalája keleti vonulatai, Tibet délkeleti része és Mianmar északi része [2]

## Előfordulása
Ázsia déli részén, Bhután, Kína, India, Mianmar és Nepál területén honos. Természetes élőhelyei a szubtrópusi vagy trópusi hegyi esőerdők és magaslati cserjések. Magassági vonuló.

## Megjelenése
Testhossza 17 centiméter. A nemek tollazata különbözik.  
|  |

## Természetvédelmi helyzete
Az elterjedési területe rendkívül nagy, egyedszáma pedig stabil. A Természetvédelmi Világszövetség Vörös listáján nem fenyegetett fajként szerepel.